# 雷魂
「雷魂(サンダー・ソウル)」は、1986年2月12日にワーナー・パイオニアから発売された中村繁之の3枚目のシングルである。

## 概要
『雷魂(サンダー・ソウル)』は東映映画『ザ・サムライ』の主題歌として使用された。
2022年3月時点、未CD化。

## 収録曲
1. 雷魂(サンダー・ソウル)
作詞：吉元由美／作曲：都志見隆／編曲：大谷和夫
2. 過激一代
作詞：安藤芳彦／作曲：長沢ヒロ／編曲：入江純